# Нижнее Гуляево
Нижнее Гуляево — упразднённая деревня в составе Краснокамского городского округа в Пермском крае. Вместе с бывшей деревней Верхнее Гуляево образуют деревню Гуляево.

## География
Деревня расположена на правом берегу реки Сюзьва в нижней части её течения на расстоянии примерно 10 километров на юго-запад от города Краснокамск.
Климат
Умеренно континентальный. Наиболее теплым месяцем является июль, средняя месячная температура которого 17,4 — 18,2°С, а самым холодным январь со среднемесячной температурой −15,3 — −14,7°С. Среднегодовая температура 0,8°С — 1,1° С. Продолжительность безморозного периода 110 дней. Снежный покров удерживается 170—180 дней.

## История
Образована в 1853 году. Название дано как противопоставление названию соседней деревни Верхнее Гуляево, которая до это называлась Гуляева.
До 2018 года входила в Майское сельское поселение Краснокамского района. После упразднения обоих муниципальных образований стала рядовым населенным пунктом Краснокамского городского округа.
В 2024 году объединена с деревней Верхнее Гуляево в единый населённый пункт Гуляево.

## Население
| 2010 |
| ---- |
| 25   |

Национальный состав
Согласно результатам переписи 2002 года, в национальной структуре населения русские составляли 93 % от общей численности 15 чел.

## Инфраструктура
Планируется возведение распределительных сетей низкого давления.

## Транспорт
Главная планировочная ось селения складывается вдоль автодороги «Подъезд к г. Перми от а/д М-7 Волга».
Остановка общественного транспорта «Гуляево».